# Джекмен, Бернард
Бернард Джекмен (англ. Bernard Jackman, родился 5 мая 1976 года) — ирландский регбист и регбийный тренер, выступавший на позиции хукера. Как игрок известен по выступлениям за клубы «Коннахт», «Ленстер» и «Сейл Шаркс», а также за сборную Ирландии. Работал тренером клубов «Гренобль» и «Дрэгонс», в настоящее время возглавляет команду «Бектив Рейнджерс».

## Биография

### Клубная карьера
Уроженец графства Карлоу, провёл детство в местечке Кулкенно. Окончил Ньюбриджский колледж и Дублинский городской университет, где изучал бизнес и маркетинг, а также японский язык. Склонялся к тому, чтобы стать игроком в гэльский футбол и выступать за сборную графства Уиклоу, но под влиянием Уоррена Гатленда начал профессиональную карьеру регбиста. Он провёл два периода в составе «Коннахта», между которыми играл за «Сейл Шаркс» и выиграл в составе «акул» Европейский кубок вызова 2001/2002. В 2005 году Джекмен стал игроком «Ленстера» и в самом начале выступления получил травму ноги, но восстановился и вернулся в команду. В сезоне 2007/2008 он выиграл Кельтскую лигу с клубом и получил вызов в сборную Ирландии. В 2010 году после сотрясения мозга завершил игровую карьеру, позже став послом организации Acquired Brain Injury Ireland и представителем кампании «Думай головой в спорте» (англ. Mind your Head in Sport). В том же году по той же причине из спорта ушёл Джон Фогарти, хукер «Ленстера», перенёсший сотрясение мозга.

### Карьера в сборной
Джекмен играл за сборные Ирландии до 19 и до 21 года, за команду колледжей Ирландии и даже был капитаном второй сборной Ирландии, известной как «Айрленд Вулфхаундз». В 1998 году его заявили в сборную на турне по ЮАР, но его дебют там так и не состоялся. В 2005 году Ирландия участвовала в турне по Японии, где он сыграл два матча; ещё два матча провёл в рамках турне по Аргентине в 2007 году. Участник Кубка шести наций 2008 года.

### Тренерская карьера
Ещё будучи действовавшим регбистом, Джекмен параллельно руководил такими командами Ленстера, как «Таллоу», «Ньюбридж» и «Кулмайн»; с «Ньюбриджем» он выиграл чемпионат Ленстера и Кубок Лалор. В мае 2009 года назначен тренером нападающих и спортивным директором «Клонтарфа». В 2011 году назначен консультантом и тренером нападающих «Гренобля» из Топ-14, а с 2012/2013 года работал на постоянной основе. В 2016 году после ухода Фабриса Ландро возглавил французский клуб, однако в марте 2017 года покинул команду после неудовлетворительных результатов (она в итоге вылетела из Топ-14).
В сезоне 2017/2018 Джекмен был главным тренером валлийского клуба «Дрэгонс», но через полтора года работы покинул в декабре 2018 года этот пост. С мая 2019 года тренер клуба «Бектив Рейнджерс» из Дублина, одного из старейших клубов Ирландии.

## Стиль игры
По словам Джекмена, до поры до времени он достаточно плохо вбрасывал мяч в коридорах и плохо играл в обороне, однако в возрасте 31 года стал жизненно важной частью схватки «Ленстера» и освоил вбрасывания мяча в коридор. За внешность и манеру игры лысого Джекмена неоднократно называли копией другого ирландца, Кита Вуда. При этом парикмахер у Вуда и Джекмена был одним и тем же, а сам Джекмен утверждал, что за время выступлений добился такой же силы и скорости, как у Вуда, чтобы совершать мощные захваты. По словам Джекмена, однажды тренер «Коннахта» Майкл Брэдли отправил Джекмена утром в 7:30 в Киллахоу на тренировку к Вуду, где тот проживал.
В прошлом Джекмен играл на позиции винга, позже до 16 лет играл фланкером и только по предложению школьного тренера стал хукером с возможностью вернуться на прежнюю позицию, когда старшие классы выпустятся и освободят позицию фланкера. Однако Джекмен так и остался хукером. Среди болельщиков был распространён обычай исполнять а капелла главную музыкальную тему телесериала «Бэтмен», заменяя имя Бэтмена на Джекмена, когда Джекмен во время игры бежал к боковой линии поля вбрасывать мяч в коридор. Своими самыми сильными игровыми качествами Джекмен всегда называл честность и энтузиазм.

## Достижения
Сейл Шаркс
- Победитель Европейского кубка вызова: 2001/2002[англ.]

 Ленстер
- Чемпион Кельтской лиги: 2007/2008[англ.]
- Финалист Кельтской лиги: 2005/2006[англ.]
- Победитель Кубка Хейнекен: 2008/2009